# Берзунць
Берзунць, Берзунці (рум. Berzunți) — село у повіті Бакеу в Румунії. Адміністративний центр комуни Берзунць.
Село розташоване на відстані 223 км на північ від Бухареста, 27 км на південний захід від Бакеу, 109 км на південний захід від Ясс, 116 км на північний схід від Брашова.

## Населення
За даними перепису населення 2002 року у селі проживали 2709 осіб, усі — румуни. Усі жителі села рідною мовою назвали румунську.